# Scatternet
Om man kopplar ihop flera piconet till ett större datornätverk bildas ett så kallat scatternet. En Bluetooth-enhet kan tillhöra ett flertal olika piconet men kan endast vara aktiv i ett nät åt gången.